# Mirleft
Mirleft (en àrab ميرلفت, Mīrlaft; en amazic ⵎⵉⵔⵍⴼⵜ) és una comuna rural de la província de Sidi Ifni, a la regió de Guelmim-Oued Noun, al Marroc. Segons el cens de 2014 tenia una població total de 8.162 persones.